# Liste der Kulturgüter in Prez
Die Liste der Kulturgüter in Prez enthält alle Objekte in der Gemeinde Prez im Kanton Freiburg, die gemäss der Haager Konvention zum Schutz von Kulturgut bei bewaffneten Konflikten, dem Bundesgesetz vom 20. Juni 2014 über den Schutz der Kulturgüter bei bewaffneten Konflikten sowie der Verordnung vom 29. Oktober 2014 über den Schutz der Kulturgüter bei bewaffneten Konflikten unter Schutz stehen.
Objekte der Kategorie A sind im Gemeindegebiet nicht ausgewiesen, Objekte der Kategorie B sind vollständig in der Liste enthalten, Objekte der Kategorie C fehlen zurzeit (Stand: 1. Januar 2024).

## Kulturgüter
| Foto | | Objekt | Kat. | Typ | Standort                                               | Beschreibung                                                        |
| ---- | --- | --- | ---- | --- | ------------------------------------------------------ | ------------------------------------------------------------------- |
| BW   | Datei hochladen · Wikidata zu En Praz de Gueux, Bestandteil des UNESCO Welterbeobjekts "Pfahlbauten" (Q126109370) | En Praz de Gueux, jungsteinzeitliche Seeufersiedlung / En Praz de Gueux, site néolithique lacustre KGS-Nr.: 16347 | A    | F   | Noréaz 569325 / 182666                                 | Teil des UNESCO-Welterbes «Prähistorische Pfahlbauten um die Alpen» |
| BW   | Datei hochladen · Wikidata zu Schloss von Nicolas-Joseph-Emmanuel Von der Weid (Q29697202)                        | Schloss von Nicolas-Joseph-Emmanuel Von der Weid / Château de Nicolas-Joseph-Emmanuel Von der Weid KGS-Nr.: 02263 | B    | G   | Noréaz, Route de Seedorf 115 570146 / 183142           |                                                                     |
| BW   | Datei hochladen · Wikidata zu Herrenhaus von Xavier de Fégely (Q29697449)                                         | Herrenhaus von Xavier de Fégely / Manoir de Xavier de Fégely KGS-Nr.: 02279                                       | B    | G   | Prez-vers-Noréaz, Route de Corserey 9 567478 / 181556  |                                                                     |
| ja   | Datei hochladen · Wikidata zu Pfarrkirche Saint-Jacques-le-Majeur (Q29697218)                                     | Pfarrkirche Saint-Jacques-le-Majeur / Église paroissiale Saint-Jacques-le-Majeur KGS-Nr.: 13285                   | B    | G   | Noréaz, Route de l’Église 5 568641 / 183609            |                                                                     |
| ja   | Datei hochladen · Wikidata zu Pfarrkirche Saint-Jean-Baptiste . (Q29697464)                                       | Pfarrkirche Saint-Jean-Baptiste / Église paroissiale Saint-Jean-Baptiste KGS-Nr.: 13300                           | B    | G   | Prez-vers-Noréaz, Route de Fribourg 30 567659 / 181691 |                                                                     |